# Jubileo de oro de Victoria del Reino Unido
El jubileo de oro de la reina Victoria del Reino Unido se celebró el 20 de junio de 1887. La monarca festejó el quincuagésimo aniversario de su ascenso al trono, ocurrido el 20 de junio de 1837, con un recorrido a través de Londres y un servicio religioso en la abadía de Westminster. Entre otros eventos, también se realizó un banquete al que fueron invitados cincuenta reyes y príncipes europeos.

## Historia
Los festejos comenzaron el 20 de junio de 1887, con un desayuno al aire libre en los jardines de Frogmore, donde fue sepultado el príncipe Alberto. Después la reina Victoria viajó en tren desde el castillo de Windsor a Paddington y luego al palacio de Buckingham para estar presente en el banquete celebrado esa noche. A la cena asistieron cincuenta reyes y príncipes extranjeros, junto con los encargados del gobierno de las colonias de ultramar y los dominios británicos. La reina escribió en su diario:

Tuve una gran cena familiar. Toda la realeza se reunió en la sala del arco y cenamos en el comedor, que se veía espléndido con el bufet servido en la vajilla de oro. La mesa era una gran herradura con muchas luces.
 El rey de Dinamarca me recibió y Willy de Grecia se sentó a mi otro lado. Los príncipes estaban en uniforme y las princesas estaban todas muy bien vestidas. Luego entramos en la sala de baile, donde tocó mi banda.

Al día siguiente la reina Victoria realizó un recorrido a través de Londres en un landó descubierto escoltada por la Caballería Colonial de la India, posteriormente se dirigió a la abadía de Westminster, donde se celebró un servicio religioso. Cuando volvió a palacio salió al balcón y fue ovacionada por la multitud. En el salón de baile distribuyó broches conmemorativos del jubileo entre su familia. En la noche se puso un vestido bordado con rosas de plata, cardos y tréboles y asistió a un banquete. Luego recibió una procesión de diplomáticos y príncipes indios. Más tarde fue transportada en una silla de ruedas hasta el jardín para ver los fuegos artificiales.
Se comisionó al escultor Francis John Williamson para que realizara un busto de la reina Victoria con motivo de la conmemoración del jubileo de oro. Posteriormente se realizaron muchas copias y fueron distribuidas por todo el Imperio británico.
Durante el jubileo la reina contrató a dos musulmanes indios como camareros, uno de ellos era Abdul Karim, quien al poco tiempo fue promovido a munshi, entre sus funciones estaba enseñar urdu a la monarca y servirle como secretario. La familia real y los sirvientes estaban horrorizados, acusaron a Abdul Karim de espiar para la Liga patriótica musulmana y de influenciar a la reina en contra de los hindúes. Frederick Ponsonby, el caballerizo mayor, descubrió que Abdul mintió sobre sus antecedentes y le comunicó a lord Elgin, virrey de la India, «el munshi ocupa casi la misma posición que John Brown solía tener». Victoria tomó las quejas como prejuicios raciales y las ignoró. Abdul Karim permaneció al servicio de la reina hasta que esta falleció y regresó a la India con una pensión.